# John Francis O'Hara
John Francis O'Hara (né le 1er mai 1888 à Ann Arbor dans le Michigan et mort le 28 août 1960 à Philadelphie), est un cardinal américain de l'Église catholique du XXe siècle, nommé par le pape Jean XXIII.

## Biographie
John O'Hara est professeur à l'université Notre-Dame (1917-1933) et vice-président (1933-1934) et président (1934-1939).
John Francis O'Hara est élu évêque titulaire de Mylasa (de) et nommé délégué du vicaire militaire de l'armée américaine en 1939. Il est transféré au diocèse de Buffalo en 1945 er promu à l'archidiocèse de Philadelphie en 1951. Le pape Jean XXIII le crée cardinal lors du consistoire du 15 décembre 1958.